# Zatoka (przedsiębiorstwo)
Zatoka sp. z o.o. spółka komandytowo-akcyjna – przedsiębiorstwo z siedzibą w Gdańsku zarządzające do 2012 roku siecią sklepów (głównie osiedlowych i samoobsługowych) spożywczo-przemysłowych „Zatoka”, działających na terenie Trójmiasta.
Sieć powstała w 1993 roku i zatrudniała około 450 pracowników. Średnia powierzchnia jednego sklepu wynosiła 360 metrów kwadratowych. W 2011 roku Jeronimo Martins Dystrybucja, właściciel sieci Biedronka zakupiła 12 z ówczesnych 30 lokali Zatoki na terenie Gdańska i Gdyni.
W 2012 spółka zakupiła Okręgową Spółdzielnię Mleczarską w Starogardzie Gdańskim za cenę dwóch milionów złotych. W tym roku wszystkie pozostałe sklepy zmieniły markę handlową na Freshmarket.